# Coordenadas toroidales

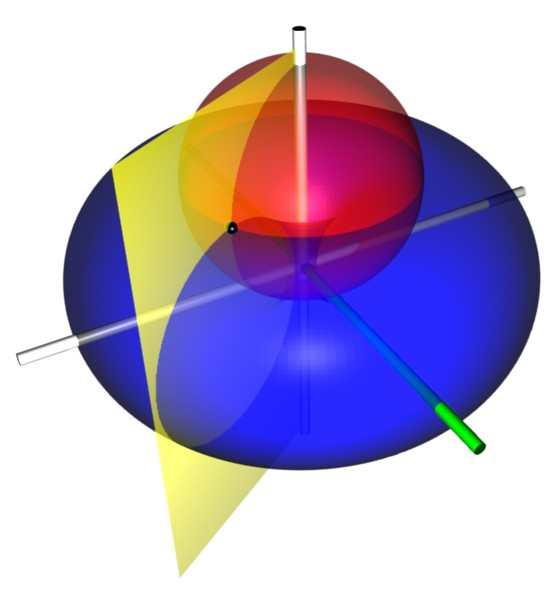
Ilustración de un sistema de coordenadas toroidales, que se obtienen girando un sistema de coordenadas bipolares bidimensional alrededor del eje que separa sus dos focos. Los focos están situados a una distancia 1 del eje vertical z. La porción de la esfera roja que se encuentra sobre el plano $xy$ es la isosuperficie σ = 30°, el toro azul es la isosuperficie τ = 0.5 y el semiplano amarillo es la φ = Isosuperficie de 60°. El semiplano verde marca el plano x-z, desde el cual se mide φ. El punto negro está ubicado en la intersección de las isosuperficies roja, azul y amarilla, aproximadamente en coordenadas cartesianas (0,996, -1,725, 1,911)

Las coordenadas toroidales son un sistema de coordenadas tridimensionales ortogonales que resulta de girar la un sistema de coordenadas bipolares bidimensional alrededor del eje que separa sus dos focos. Por lo tanto, los dos focos, {\displaystyle F_{1}} y {\displaystyle F_{2}} en coordenadas bipolares se convierten en un anillo de radio {\displaystyle a} en el plano {\displaystyle xy} del sistema de coordenadas toroidales; siendo el eje {\displaystyle z} el eje de rotación. El anillo focal también se conoce como círculo de referencia.

## Definición
La definición más común de las coordenadas toroidales {\displaystyle (\tau ,\sigma ,\phi )} es
{\displaystyle x=a\ {\frac {\sinh \tau }{\cosh \tau -\cos \sigma }}\cos \phi }
{\displaystyle y=a\ {\frac {\sinh \tau }{\cosh \tau -\cos \sigma }}\sin \phi }
{\displaystyle z=a\ {\frac {\sin \sigma }{\cosh \tau -\cos \sigma }}}
junto con {\displaystyle \mathrm {sign} (\sigma )=\mathrm {sign} (z}). La coordenada {\displaystyle \sigma } de un punto {\displaystyle P} es igual al ángulo {\displaystyle F_{1}PF_{2}} y la coordenada {\displaystyle \tau } es igual al logaritmo de la relación de las distancias {\displaystyle d_{1}} y {\displaystyle d_{2}} a lados opuestos del anillo focal.
{\displaystyle \tau =\ln {\frac {d_{1}}{d_{2}}}.}
Los rangos de coordenadas son {\displaystyle -\pi <\sigma \leq \pi }, {\displaystyle \tau \geq 0} y {\displaystyle 0\leq \phi <2\pi .}.

### Superficies de coordenadas

Al girar el sistema de coordenadas bipolares bidimensional alrededor del eje vertical se produce el sistema de coordenadas toroidales tridimensional de arriba. Un círculo en el eje vertical se convierte en una esfera (color rojo), mientras que un círculo en el eje horizontal se convierte en un toro (color azul)

Superficies de {\displaystyle \sigma } constante corresponden a esferas de diferentes radios
{\displaystyle \left(x^{2}+y^{2}\right)+\left(z-a\cot \sigma \right)^{2}={\frac {a^{2}}{\sin ^{2}\sigma }}}
de manera que todas pasan a través del anillo focal, pero no son concéntricas. Las superficies de {\displaystyle \tau } constante son toros que no se cruzan y de diferentes radios
{\displaystyle z^{2}+\left({\sqrt {x^{2}+y^{2}}}-a\coth \tau \right)^{2}={\frac {a^{2}}{\sinh ^{2}\tau }}}
de manera que rodean el anillo focal. Los centros de las esferas {\displaystyle \sigma } constante se encuentran en el eje {\displaystyle z}, mientras que los toros de {\displaystyle \tau } constante están centrados en el plano {\displaystyle xy}.

### Transformación inversa
Las coordenadas {\displaystyle (\sigma ,\tau ,\phi )} se pueden calcular a partir de las coordenadas cartesianas (x, y, z) de la siguiente manera. El ángulo azimutal {\displaystyle \phi } viene dado por la fórmula
{\displaystyle \tan \phi ={\frac {y}{x}}}
El radio cilíndrico {\displaystyle \rho } del punto P viene dado por
{\displaystyle \rho ^{2}=x^{2}+y^{2}=\left(a{\frac {\sinh \tau }{\cosh \tau -\cos \sigma }}\right)^{2}}
y sus distancias a los focos en el plano definido por {\displaystyle \phi } están dadas por

Interpretación geométrica de las coordenadas σ y τ de un punto P. Observadas en el plano de ángulo azimutal constante, las coordenadas toroidales son equivalentes a unas coordenadas bipolares. El ángulo está formado por los dos focos en este plano y P, mientras que es el logaritmo de la relación de distancias a los focos. Los círculos correspondientes de las constantes y se muestran en rojo y en azul, respectivamente, y se encuentran en ángulo recto (cuadro magenta). Son ortogonales entre sí

{\displaystyle d_{1}^{2}=(\rho +a)^{2}+z^{2}}
{\displaystyle d_{2}^{2}=(\rho -a)^{2}+z^{2}}
La coordenada {\displaystyle \tau } es igual al logaritmo del cociente de las distancias focales
{\displaystyle \tau =\ln {\frac {d_{1}}{d_{2}}}}
mientras que {\displaystyle |\sigma |} es igual al ángulo entre los rayos y los focos, que puede determinarse a partir del teorema del coseno
{\displaystyle \cos \sigma ={\frac {d_{1}^{2}+d_{2}^{2}-4a^{2}}{2d_{1}d_{2}}}.}
O explícitamente, incluido el signo,
{\displaystyle \sigma =\mathrm {sign} (z)\arccos {\frac {r^{2}-a^{2}}{\sqrt {(r^{2}-a^{2})^{2}+4a^{2}z^{2}}}}}
donde {\displaystyle r={\sqrt {\rho ^{2}+z^{2}}}}.
Las transformaciones entre coordenadas cilíndricas y toroidales se pueden expresar en notación compleja como
{\displaystyle z+i\rho \ =ia\coth {\frac {\tau +i\sigma }{2}},}
{\displaystyle \tau +i\sigma \ =\ln {\frac {z+i(\rho +a)}{z+i(\rho -a)}}.}

### Factores de escala
Los factores de escala para las coordenadas toroidales {\displaystyle \sigma } y {\displaystyle \tau } son iguales entre sí
{\displaystyle h_{\sigma }=h_{\tau }={\frac {a}{\cosh \tau -\cos \sigma }}}
mientras que el factor de escala azimutal es igual a
{\displaystyle h_{\phi }={\frac {a\sinh \tau }{\cosh \tau -\cos \sigma }}}
Por lo tanto, el elemento de volumen infinitesimal es igual a
{\displaystyle dV={\frac {a^{3}\sinh \tau }{\left(\cosh \tau -\cos \sigma \right)^{3}}}\,d\sigma \,d\tau \,d\phi }

### Operadores diferenciales
El laplaciano viene dado por
{\displaystyle {\begin{aligned}\nabla ^{2}\Phi ={\frac {\left(\cosh \tau -\cos \sigma \right)^{3}}{a^{2}\sinh \tau }}&\left[\sinh \tau {\frac {\partial }{\partial \sigma }}\left({\frac {1}{\cosh \tau -\cos \sigma }}{\frac {\partial \Phi }{\partial \sigma }}\right)\right.\\[8pt]&{}\quad +\left.{\frac {\partial }{\partial \tau }}\left({\frac {\sinh \tau }{\cosh \tau -\cos \sigma }}{\frac {\partial \Phi }{\partial \tau }}\right)+{\frac {1}{\sinh \tau \left(\cosh \tau -\cos \sigma \right)}}{\frac {\partial ^{2}\Phi }{\partial \phi ^{2}}}\right]\end{aligned}}}
Para un campo vectorial
{\displaystyle {\vec {n}}(\tau ,\sigma ,\phi )=n_{\tau }(\tau ,\sigma ,\phi ){\hat {e}}_{\tau }+n_{\sigma }(\tau ,\sigma ,\phi ){\hat {e}}_{\sigma }+n_{\phi }(\tau ,\sigma ,\phi ){\hat {e}}_{\phi },}
el vector laplaciano viene dado por
{\displaystyle {\begin{aligned}\Delta {\vec {n}}(\tau ,\sigma ,\phi )&=\nabla (\nabla \cdot {\vec {n}})-\nabla \times (\nabla \times {\vec {n}})\\&={\frac {1}{a^{2}}}{\vec {e}}_{\tau }\left\{n_{\tau }\left(-{\frac {\sinh ^{4}\tau +(\cosh \tau -\cos \sigma )^{2}}{\sinh ^{2}\tau }}\right)+n_{\sigma }(-\sinh \tau \sin \sigma )+{\frac {\partial n_{\tau }}{\partial \tau }}\left({\frac {(\cosh \tau -\cos \sigma )(1-\cosh \tau \cos \sigma )}{\sinh \tau }}\right)+\cdots \right.\\&\qquad +{\frac {\partial n_{\tau }}{\partial \sigma }}(-(\cosh \tau -\cos \sigma )\sin \sigma )+{\frac {\partial n_{\sigma }}{\partial \sigma }}(2(\cosh \tau -\cos \sigma )\sinh \tau )+{\frac {\partial n_{\sigma }}{\partial \tau }}(-2(\cosh \tau -\cos \sigma )\sin \sigma )+\cdots \\&\qquad +{\frac {\partial n_{\phi }}{\partial \phi }}\left({\frac {-2(\cosh \tau -\cos \sigma )(1-\cosh \tau \cos \sigma )}{\sinh ^{2}\tau }}\right)+{\frac {\partial ^{2}n_{\tau }}{{\partial \tau }^{2}}}(\cosh \tau -\cos \sigma )^{2}+{\frac {\partial ^{2}n_{\tau }}{{\partial \sigma }^{2}}}(-(\cosh \tau -\cos \sigma )^{2})+\cdots \\&\qquad \left.+{\frac {\partial ^{2}n_{\tau }}{{\partial \phi }^{2}}}{\frac {(\cosh \tau -\cos \sigma )^{2}}{\sinh ^{2}\tau }}\right\}\\&+{\frac {1}{a^{2}}}{\vec {e}}_{\sigma }\left\{n_{\tau }\left(-{\frac {(\cosh ^{2}\tau +1-2\cosh \tau \cos \sigma )\sin \sigma }{\sinh \tau }}\right)+n_{\sigma }\left(-\sinh ^{2}\tau -2\sin ^{2}\sigma \right)+\ldots \right.\\&\qquad \left.+{\frac {\partial n_{\tau }}{\partial \tau }}(2\sin \sigma (\cosh \tau -\cos \sigma ))+{\frac {\partial n_{\tau }}{\partial \sigma }}\left(-2\sinh \tau (\cosh \tau -\cos \sigma )\right)+\cdots \right.\\&\qquad \left.+{\frac {\partial n_{\sigma }}{\partial \tau }}\left({\frac {(\cosh \tau -\cos \sigma )(1-\cosh \tau \cos \sigma )}{\sinh \tau }}\right)+{\frac {\partial n_{\sigma }}{\partial \sigma }}(-(\cosh \tau -\cos \sigma )\sin \sigma )+\cdots \right.\\&\qquad \left.+{\frac {\partial n_{\phi }}{\partial \phi }}\left(2{\frac {(\cosh \tau -\cos \sigma )\sin \sigma }{\sinh \tau }}\right)+{\frac {\partial ^{2}n_{\sigma }}{{\partial \tau }^{2}}}(\cosh \tau -\cos \sigma )^{2}+{\frac {\partial ^{2}n_{\sigma }}{{\partial \sigma }^{2}}}(\cosh \tau -\cos \sigma )^{2}+\cdots \right.\\&\qquad \left.+{\frac {\partial ^{2}n_{\sigma }}{{\partial \phi }^{2}}}\left({\frac {(\cosh \tau -\cos \sigma )^{2}}{\sinh ^{2}\tau }}\right)\right\}\\&+{\frac {1}{a^{2}}}{\vec {e}}_{\phi }\left\{n_{\phi }\left(-{\frac {(\cosh \tau -\cos \sigma )^{2}}{\sinh ^{2}\tau }}\right)+{\frac {\partial n_{\tau }}{\partial \phi }}\left({\frac {2(\cosh \tau -\cos \sigma )(1-\cosh \tau \cos \sigma )}{\sinh ^{2}\tau }}\right)+\cdots \right.\\&\qquad \left.+{\frac {\partial n_{\sigma }}{\partial \phi }}\left(-{\frac {2(\cosh \tau -\cos \sigma )\sin \sigma }{\sinh \tau }}\right)+{\frac {\partial n_{\phi }}{\partial \tau }}\left({\frac {(\cosh \tau -\cos \sigma )(1-\cosh \tau \cos \sigma )}{\sinh \tau }}\right)+\cdots \right.\\&\qquad \left.+{\frac {\partial n_{\phi }}{\partial \sigma }}(-(\cosh \tau -\cos \sigma )\sin \sigma )+{\frac {\partial ^{2}n_{\phi }}{{\partial \tau }^{2}}}(\cosh \tau -\cos \sigma )^{2}+\cdots \right.\\&\qquad \left.+{\frac {\partial ^{2}n_{\phi }}{{\partial \sigma }^{2}}}(\cosh \tau -\cos \sigma )^{2}+{\frac {\partial ^{2}n_{\phi }}{{\partial \phi }^{2}}}\left({\frac {(\cosh \tau -\cos \sigma )^{2}}{\sinh ^{2}\tau }}\right)\right\}\end{aligned}}}
Otros operadores diferenciales como {\displaystyle \nabla \cdot \mathbf {F} } y {\displaystyle \nabla \times \mathbf {F} } se puede expresar en las coordenadas {\displaystyle (\sigma ,\tau ,\phi )} sustituyendo los factores de escala en las fórmulas generales para las coordenadas ortogonales.

## Armónicos toroidales

### Separación estándar
La ecuación de Laplace con tres variables
{\displaystyle \nabla ^{2}\Phi =0}
admite solución mediante el método de separación de variables en coordenadas toroidales. Haciendo la sustitución
{\displaystyle \Phi =U{\sqrt {\cosh \tau -\cos \sigma }}}
se obtiene una ecuación separable. Una solución particular obtenida por el método de separación de variables es:
{\displaystyle \Phi ={\sqrt {\cosh \tau -\cos \sigma }}\,\,S_{\nu }(\sigma )T_{\mu \nu }(\tau )V_{\mu }(\phi )}
donde cada función es una combinación lineal de:
{\displaystyle S_{\nu }(\sigma )=e^{i\nu \sigma }\,\,\,\,\mathrm {and} \,\,\,\,e^{-i\nu \sigma }}
{\displaystyle T_{\mu \nu }(\tau )=P_{\nu -1/2}^{\mu }(\cosh \tau )\,\,\,\,\mathrm {and} \,\,\,\,Q_{\nu -1/2}^{\mu }(\cosh \tau )}
{\displaystyle V_{\mu }(\phi )=e^{i\mu \phi }\,\,\,\,\mathrm {and} \,\,\,\,e^{-i\mu \phi }}
donde P y Q son las funciones de Legendre asociadas del primer y segundo tipo. Estas funciones de Legendre a menudo se denominan armónicos toroidales.
Los armónicos toroidales tienen muchas propiedades interesantes. Si se realiza una sustitución de variable {\displaystyle z=\cosh \tau >1} entonces, por ejemplo, anulando el orden {\displaystyle \mu =0} (la convención es no escribir el orden cuando desaparece) y {\displaystyle \nu =0}
{\displaystyle Q_{-{\frac {1}{2}}}(z)={\sqrt {\frac {2}{1+z}}}K\left({\sqrt {\frac {2}{1+z}}}\right)}
y
{\displaystyle P_{-{\frac {1}{2}}}(z)={\frac {2}{\pi }}{\sqrt {\frac {2}{1+z}}}K\left({\sqrt {\frac {z-1}{z+1}}}\right)}
donde {\displaystyle \,\!K} y {\displaystyle \,\!E} son las integrales elípticas completas de  primer tipo y de segundo tipo respectivamente. El resto de los armónicos toroidales se pueden obtener, por ejemplo, en términos de integrales elípticas completas, utilizando relaciones de recurrencia para las funciones de Legendre asociadas.
Las aplicaciones clásicas de las coordenadas toroidales son la resolución de ecuaciones en derivadas parciales, como por ejemplo, la ecuación de Laplace para la que las coordenadas toroidales permiten disponer de un método de separación de variables o la ecuación de Helmholtz, para la que las coordenadas toroidales no permiten una separación de variables. Ejemplos típicos serían el potencial eléctrico y el campo eléctrico de un toro conductor o, en el caso degenerado, un anillo de corriente eléctrica (Hulme 1982).

### Separación alternativa
Alternativamente, se puede hacer una sustitución diferente (Andrews 2006)
{\displaystyle \Phi ={\frac {U}{\sqrt {\rho }}}}
donde
{\displaystyle \rho ={\sqrt {x^{2}+y^{2}}}={\frac {a\sinh \tau }{\cosh \tau -\cos \sigma }}.}
Nuevamente se obtiene una ecuación separable. Una solución particular obtenida por el método de separación de variables es entonces
{\displaystyle \Phi ={\frac {a}{\sqrt {\rho }}}\,\,S_{\nu }(\sigma )T_{\mu \nu }(\tau )V_{\mu }(\phi )}
donde cada función es una combinación lineal de
{\displaystyle S_{\nu }(\sigma )=e^{i\nu \sigma }\,\,\,\,\mathrm {and} \,\,\,\,e^{-i\nu \sigma }}
{\displaystyle T_{\mu \nu }(\tau )=P_{\mu -1/2}^{\nu }(\coth \tau )\,\,\,\,\mathrm {and} \,\,\,\,Q_{\mu -1/2}^{\nu }(\coth \tau )}
{\displaystyle V_{\mu }(\phi )=e^{i\mu \phi }\,\,\,\,\mathrm {and} \,\,\,\,e^{-i\mu \phi }.}
Téngase en cuenta que aunque los armónicos toroidales se utilizan nuevamente para la función T , el argumento es {\displaystyle \coth \tau } en lugar de {\displaystyle \cosh \tau } y los índices {\displaystyle \mu } y {\displaystyle \nu } se intercambian. Este método es útil para situaciones en las que las condiciones de contorno son independientes del ángulo esférico {\displaystyle \theta }, como el anillo cargado, un semiplano infinito o dos planos paralelos. Para identidades que relacionan los armónicos toroidales con el argumento del coseno hiperbólico con los del argumento de la cotangente hiperbólica, véanse las fórmulas de Whipple.

## Lecturas recomendadas
- Morse P M, Feshbach H (1953). Methods of Theoretical Physics, Part I. New York: McGraw–Hill. p. 666.
- Korn G A, Korn T M (1961). Mathematical Handbook for Scientists and Engineers. New York: McGraw-Hill. p. 182. LCCN 59014456.
- Margenau H, Murphy G M (1956). The Mathematics of Physics and Chemistry. New York: D. van Nostrand. pp. 190—192. LCCN 55010911.
- Moon P H, Spencer D E (1988). «Toroidal Coordinates (η, θ, ψ)». Field Theory Handbook, Including Coordinate Systems, Differential Equations, and Their Solutions (2nd ed., 3rd revised printing edición). New York: Springer Verlag. pp. 112—115 (Section IV, E4Ry). ISBN 978-0-387-02732-6.